# Cosmophasis arborea
Cosmophasis arborea är en spindelart som beskrevs av Berry, Beatty, Prószynski 1997. Cosmophasis arborea ingår i släktet Cosmophasis och familjen hoppspindlar. Inga underarter finns listade i Catalogue of Life.